# Олівері
Олівері (італ. Oliveri, сиц. Uliveri) — муніципалітет в Італії, у регіоні Сицилія,  метрополійне місто Мессіна.
Олівері розташоване на відстані близько 480 км на південний схід від Рима, 150 км на схід від Палермо, 45 км на захід від Мессіни.
Населення — 2187 осіб (2014).
Щорічний фестиваль відбувається другої неділі жовтня. Покровитель — San Giuseppe.

## Демографія
Населення за роками:

Станом на 1 січня 2023 року в муніципалітеті офіційно проживало 95 іноземців з 22 країн, серед них 33 громадяни країн Євросоюзу та 1 громадянин України.

## Сусідні муніципалітети
- Фальконе
- Монтальбано-Елікона
- Патті